# Petro Stojan
Petro Evstafievici Stojan (în rusă Пётр Евстафьевич Стоян), cunoscut și prin pseudonimele Ribaulb, Radovich și Šulerc, (n. 22 iulie 1884, Ismail, gubernia Basarabia, Imperiul Rus – d. 3 mai 1961, Nisa, Franța) a fost un esperantist, bibliograf și lexicograf rus, membru al Comitetului Lingvistic de Esperanto (Lingva Komitato) din 1914. 

## Biografie
Stojan s-a născut în 1884 în orașul Ismail din gubernia Basarabia. A studiat fizica și matematica la Liceul Richelieu (predecesorul actualei Universități din Odesa) din Odesa, apoi la Sankt Petersburg și între 1906 și 1907 la Paris. În perioada 1919-1922 a fost profesor de liceu în Serbia. Începând din 1925 a elaborat în cadrul Asociației Universale de Esperanto de la Geneva principala sa lucrare Bibliografia limbii internaționale (Bibliografio de Internacia Lingvo), care a fost publicată în 1929. Între anii 1926 și 1930 a fost director al Bibliotecii Hector Hodler a Asociației Universale de Esperanto, care este în prezent cea mai mare colecție de literatură esperanto. 
Și-a petrecut sfârșitul vieții în sudul Franței, unde a murit înecat. 

## Activitatea de esperantist
A aderat la mișcarea esperanto în 1903. În conformitate cu Encyclopedia of Esperanto din 1933, „el a fost unul dintre cei mai competenți esperantiști în ceea ce privește tehnica dicționarului”. Timp de peste șaisprezece ani a lucrat la doisprezece dicționare; printre acestea se numără și marele dicționar rus al Academiei Imperiale de Științe. Celelalte dicționare cunoscute sunt Dicționarul ornitologic în opt limbi (1911), Micul dicționar ruso-esperanto (1912) și Dicționarul ilustrat al limbii ruse (760 de pagini și 2000 de ilustrații). În 1929 a publicat Bibliografia limbii internaționale (Bibliografio de Internacia Lingvo), care a fost retipărită în 1973. 
În 1913 a propus crearea unei Enciclopedii Universale pe cartonașe (Universala Slipa Enciklopedio, USE) care, potrivit ideilor sale, putea fi actualizată prin adăugarea de cartonașe separate pentru fiecare subiect. 
El a scris, de asemenea, un număr mare de articole științifice, precum și literatură originală în limba esperanto. 

## Vindiania și biosofia
În Franța a scris studiul La Vindiania, o teză despre originea limbilor indo-europene, și a elaborat o filozofie completă a vieții, pe care a numit-o biosofie (în esperanto - Biozofio). Cu toate acestea, lucrările sale au rămas sub formă de manuscris și au circulat doar în cercul său de prieteni; o singură carte a fost publicată în 1946 la Arras. 

## Limbi auxiliare create de Stojan
Stojan a creat o serie de limbi auxiliare internaționale, care, în cea mai mare parte, nu au fost niciodată publicate: 
- Amiana (o formă evoluată a arianei, prezentată pentru prima dată în 1919, cu o versiune finală elaborată în 1922)[1][2]
- Ariana sau Aryana (1912, un esperantido ce avea un vocabular bazat pe rădăcinile pre-indo-europene (ariene), forma anterioară a amianei)[3]
- Eo (un esperantido cu rădăcini foarte scurte, pe care l-a propus în 1926 sub pseudonimul Ribaulb)
- Espo (1926, o formă anterioară a lui eo creată sub pseudonimul Ribaulb, care nu folosește corelațiile limbii esperanto, ci un sistem naturalist al lui ido, nepublicată)
- Idido
- Liana
- Linga franka
- Renova
- Spiranta
- Uniala (1923, împreună cu PJ Troost)[4]
- Unita
- o limbă panslavă fără nume (1913-1916, împreună cu D. Ciupovski)[5]

El a creat aceste proiecte de limbi fictive pur și simplu pentru propriul său amuzament; acest concept nu exista însă în vremea sa.

## Lucrări
- Puti k istine (Vojoj al vero, 1908 - du ĉapitroj pri artefaritaj lingvoj)
- Ornitologia vortaro oklingva de birdoj Eŭropaj (1911)
- Materialoj pri la Fundamento (1912, în Oficiala Gazeto, nr. 41)
- Internacia transskribo de propraj nomoj (1913)
- Karmannyj russko-Esperanto slovarik (Poŝa rusa-Esperanto vortareto, 1912)
- Neobxodymyja svedenija ob esp. (Necesaj scioj pri Esperanto, 1912 - kune kun Nežinskij)
- Dopolnenie k esp. russkomu slovarju (Addendum to Esperanto-Russian Dictionary, 1913)
- Slavjanstvo i Esperanto (Slavaro kaj Esperanto, 1914)
- Esperanto pered sudom profesora (Esperanto in front of a teachers'tribunal, 1914)
- Jazykoznanie i Esperanto (Lingvistiko kaj Esperanto, 1914)
- Vojagxaj notoj (1915–1916, în La Ondo de Esperanto)
- Lingvaj studoj (1920–1926, în Esperanto)
- Cent libroj esperantaj (1923)
- Pri la evoluo de Esperanto (1925, „Progreso“, Praga)
- Principoj de Esperanto (1926, în Kataluna Esperantist“)
- Historio de Esperanto, kritikaj notoj (Progreso, Praga, 1926 - sub pseudonimul Ribaulb)
- Enkonduko al la fonetiko (1926, în Esperanto)
- Katalogo de lingvoj naturaj, popolaj, literaturaj, klasikaj & artefaritaj (1927)
- Esperantismo, kongresoj, pioniroj, literaturo, versfarado, fakvortaro, gazetaro (1927, en jarlibro de UEA)
- Rememorajxoj pri la unuaj tempoj de Esp. (Progreso, Praga, 1927)
- Nia literaturo, versfarado, fakvortaro, gazetaro (1927, en jarlibro de UEA)
- Kiel farigxis nia movado (1928, en jarlibro de UEA)
- Deveno kaj vivo de la lingvo Esperanto (1929)
- Bibliografio de Internacia Lingvo (1929)
- Vindiana berceau de nos aïeuxx (Vindiano lulilo de niaj prapatroj, 1946)
- Al geozofio per abicelo (1954)
- Vindoj kaj dagoj (1991 - postum)

## Traduceri
- Abusgus, M.: Kraljevicx Marko (1897)
- Jiddu Krishnamurti: Sperto kaj konduto (1932)

## Legături externe
- Cărți Arhivat în 31 mai 2011, la Wayback Machine. scrise de Petro Stojan sau despre Petro Stojan pe Kolekto por Planlingvoj kaj Esperantomuzeo
- Articole scrise de Petro Stojan sau despre el